# Nati nel 1292
| Questa pagina contiene informazioni ricavate automaticamente dalle voci biografiche con l'ausilio del template Bio e di un bot. L'aggiornamento è periodico e automatico e ricostruisce completamente la pagina. Se manca una persona in questa lista, sei pregato di non aggiungerla, ma accertati piuttosto che la sua voce biografica contenga il template Bio e che i dati anagrafici siano correttamente compilati. Se il template Bio manca, inseriscilo tu stesso o, in alternativa, metti l'avviso {{tmp\|Bio}} che ne segnala la mancanza. Se i dati riportati sono sbagliati, correggi direttamente la voce biografica; le modifiche saranno visibili in questa lista entro pochi giorni. Per chiarimenti vedi il progetto biografie. La lista contiene solo le 8 persone che sono citate nell'enciclopedia e per le quali è stato implementato correttamente il template Bio. Pagina aggiornata al 18 ago 2025. |

- 20 gennaio - Elisabetta di Boemia, regina († 1330)
- 2 febbraio - Ibn Qayyim al-Jawziyya, giurista e teologo arabo († 1350)
- 28 maggio - Filippo di Castiglia, principe spagnolo († 1327)
- 24 giugno - Ottone di Brunswick-Lüneburg, nobile († 1344)
- 3 ottobre - Eleonora di Clare, nobile britannica († 1337)
- Giovanni VI Cantacuzeno, imperatore bizantino († 1383)
- Luchino Visconti, condottiero italiano († 1349)
- Pietro d'Angiò, militare francese († 1315)